# 宮坂武男
宮坂 武男（みやさか たけお、1932年 - ）は、長野県の城郭研究家。
長野県下諏訪町出身、現在は岡谷市湖畔に在住する。長野県諏訪清陵高等学校を経て、信州大学教育学部卒業。茅野市立永明小学校校長、岡谷市教育委員長を務めた。現在は、県文化財保護協会諏訪支部長、信濃史学会会員。

## 業績
長野県の城砦研究の第一人者である。中世の城郭が数多く存在するが、特に山間部が多面を占める地域ゆえ険しい山城が多く、体系的な研究の乏しかった長野県の城郭研究であるが、ほぼすべての城・館・砦跡を踏査し、詳細な縄張り・概念図を発表した。
積極的に講演も行っている。

## 研究方法
長野県城郭調査の先駆である『長野県町村誌』『長野県の中世城館跡－分布調査報告書－』をはじめとして、各行政誌などに基づき、いくたびにわたり同じ城館に訪問。また、地元の古老に対し聞き取り調査を実施している。
現地では、巻き尺をもって遺構の寸法を計量するなど地道な調査で縄張り図を作成。その研究対象は長野県にとどまらず、山梨県などにも及び、踏査した山城は2,500を超えるという。その一方、 『長野郷土史研究会機関誌　長野第218号　特集　北条氏と信濃』（H13.7刊）掲載の論文”「鬼ヶ城」「猿ヶ城」と呼ばれる城跡”において、「県下の山城踏査の中で、敬遠したくなるような城跡がある。その代表的なのが「鬼ヶ城」あるいは「猿ヶ城」と呼ばれているもので、名前だけでも察しがつく。（中略）どこを見ても険しい山ばかりで、よくぞここまで辿り着けたものだと満足感はあったが、二度と行きたいとは思わない山である。」と、回顧している。

## 著書
- 『図解 山城探訪』1-21巻 長野日報社
- 『信濃史学会研究叢書3　信州の山城』（共著）
- 『長野郷土史研究会機関誌　長野第218号　特集　北条氏と信濃』（共著）
- 『縄張図・断面図・鳥瞰図で見る信濃の山城と館』全8巻 戎光祥出版ISBN 978-4864030724
- 『宮坂武男と歩く 戦国信濃の城郭』「図説日本の城郭シリーズ第3巻」　戎光祥出版　ISBN 978-4864032148